# Кашине Волпати (Торино)
Кашине Волпати је насеље у Италији у округу Торино, региону Пијемонт.
Према процени из 2011. у насељу је живело 51 становника. Насеље се налази на надморској висини од 389 м.